# Jeroným III. Šlik
Jeroným III. Šlik (německy Hieronymus III. Schlick nebo Hieronymus der Ältere Schlick, někdy nesprávně zmiňován jako Hieronymus Ferdinand Julius) byl český šlechtic z ostrovské linie šlechtického rodu Šliků, vystudovaný teolog, který proslul svou dvojí náboženskou konverzí a konfliktní povahou.

## Život a činnost
Narodil se roku 1556 nebo 1557 jako druhorozený syn hraběte Jáchyma Šlika z vedlejší rodové linie, založené jeho dědečkem Jeronýmem II., a Jáchymovy manželky Lukrecie, rozené hraběnky ze Salmu. 
V letech 1580-1582, tj. během studií a v počátcích kariéry si německy psal deník, který se dochoval a byl vydán tiskem. 
Studoval teologii na univerzitách v Oxfordu u mistra Lawrence Humphreye, kde roku 1579 dosáhl titulu bakaláře teologie, dále pokračoval v Marburgu. Své vzdělání dovršil na akademii v Ženevě u mistra Theodora Bezy, kde krátce působil jako vrchní reformní kazatel německé církve v kostele sv. Germana, a skončil na univerzitě v Basileji. Roku 1581 zamířil na Moravu, kde se 12. srpna 1581 za přítomnosti správce bratrského sboru v Ivančicích Jana Eneáše slavnostně přihlásil k učení Jednoty bratrské a  ucházel se o přijetí mezi kazatele Jednoty bratrské. Když byl odmítnut, odjel do Kaiserslauternu ke dvoru kalvínce Jana Kazimíra Falckého, kde byl kazatelem.
Představitelé Jednoty bratrské jej odmítli přijmout i podtuhé s poukazem na jeho hašteřivé a vulgární vystupování a úskočnou povahu.  V roce 1584 byl jmenován tajným radou  Ludvíka V. vévody Württemberského. Roku 1585 se oženil s Annou Salomenou hraběnkou z Oettingenu, (1548-1599) neměli však žádné potomky. 
Jeroným byl postupně horlivým stoupencem tří směrů reformované církve a agitoval pro ně ve svých kázáních na cestách po říši.

### Jméno
Jeroným III. bývá někdy nesprávně zmiňován jako Hieronymus Ferdinand Julius, poslední dvě křestní jména jsou však ve skutečnosti jména jeho bratrů Ferdinanda a Julia Šlikových. První z bratrů, Ferdinand, ženatý s Annou Zuzanou hraběnkou z Mannsfeldu zemřel bez potomků a druhý Julius byl otcem nešťastného Jáchyma Ondřeje, popraveného v roce 1621 na Staroměstském náměstí za účast na povstání proti panovníkovi.

### Prameny
- Akta Jednoty bratrské , Archiv Národního muzea